# Somerset Gough-Calthorpe
Sir Somerset Arthur Gough-Calthorpe (1865–1937), numit uneori Sir Somerset Calthorpe, a fost un  amiral al Royal Navy.

## Cariera militară
Gough-Calthorpe s-a înrolat în Royal Navy în 1878. El a fost atașat militar în Imperiul Rus, observator al acțiunilor Marinei imperiale ruse în timpul războiului ruso-japonez din 1904 – 1905.
Calthorpe a fost promovat  contraamiral în 1911 și a fost numit în 1912 la comanda Escadrei crucișătoare de linie I.  A fost numit la comanda Escadrei a II-a de crucișătoare de linie la începutul Primului Război Mondial. A lupta sub comanda primului comandant al „Grand Fleet”, Sir John Jellicoe, până în mai 1916, când a fost transferat la Amiralitate ca „Second Sea Lord”, (șef al personalului flotei).
Calthorpe a fost transferat în decembrie 1916 de către Sir John Jellicoe la comanda Flotei de rezervă. În iulie 1917, a trecut la comanda Flotei Mării Mediterane.
După încheierea războiului, Calthorpe a fost Înalt comisar britanic în Imperiul Otoman (din 1918) și Comandant al bazei navale Portsmouth (din 1920). El a devenit aghiotant naval al regelui George al V-lea în 1924. S-a pensionat în 1930